# Zielony Dwór (powiat bytowski)
Zielony Dwór (dodatkowa nazwa w j. kaszub. Zelony Dwór) – wieś w Polsce, w województwie pomorskim, w powiecie bytowskim, w gminie Parchowo, na zachodnim skraju Pojezierza Kaszubskiego. 
Do 2023 miejscowość była częścią wsi Parchowo.
W latach 1975–1998 Zielony Dwór administracyjnie należał do województwa słupskiego.
Przed 1920 Zielony Dwór nosił nazwę niemiecką Grünhof.